# Моріц I (граф Ольденбургу)
Моріц I (нім. Moritz I. von Oldenburg; бл. 1145–1209/1211) — 4-й граф Ольденбургу. Домігся незалежності свого графства від Саксонії.

## Життєпис
Походив з Ольденбурзької династії. Старший син Крістіана I, графа Ольденбургу, та Кунігунди фон Ферсфлет. Народився близько 1145 року. У 1167 році батько загинув під час облоги Ольденбургу своїм сюзереном Генріхом Вельфом, герцогом Саксонії і Баварії. Невдовзі останній вигнав Моріца та його брата Крістіана з графства, конфіскувавши Ольденбург.
Моріц знайшов прихисток у Філіппа І фон Гайнсберга, архієпископа Кельнського. В цей час оженився на представниці роду Вікрат. 1178 року архієпископ спробував відвоювати Ольденбург, проте марно. В результаті Генріх Вельф змусив Моріца відмовитися від графства Рітберг на користь Генріха I фон Куїка.
У 1180—1181 роках брав участь в імперській війні проти Генріха III Вельфа. Після поразки останнього отримав від імператора Фрідріха I Гогенштауфена Ольденбурзьке графство, переставши бути васалом Саксонського герцогства.
Вступив у конфлікт з архієпископством Бремен-гамбург, за що відлучений від церкви. Зрештою Моріц I вимушений був підкоритися та визнати себе васалом архієпископа. У 1187—1188 роках підтримав Гартвіга II фон Утледе, архієпископа Бременського, у війні проти селянської республіки Дітмаршен.
1198 року підтримав Оттона Вельфа у боротьбі за трон Німеччини. Почав будівництво бургів (укріплень), що викликало повстання в Острінгені та Рюстрінгені. Вважається, що 1192 року наказав вбити свого брата Крістіана, щоб уникнути проблем зі спадщиною. 
1208 року намагався підкорити вільну область Штедінген, але марно. Можливо брав участь у поході 1208—1209 років до Італії короля Оттона Вельфа. Помер між 1209 та 1211 роками. Графством спільно стали керувати його сини Оттон I і Крістіан II.

## Родина
Дружина — Соломія, донька графа Оттона II фон Вікрат
Діти:
- Оттон (1175—1251), граф Ольденбургу
- Гедвіга (д/н—1250), дружина графа Гільдебольда II фон Роден
- Соломія (д/н—1267), аббатиса в Бассумі
- Кунігунда (д/н—1290), дружина Гізельберта II фон Бронкгорст
- Крістіан (д/н—1233), граф Ольденбургу